# استام‌هایم (فیلم)
استام‌هایم، محاکمه باند بادر-مینهوف (به آلمانی: Stammheim - Die Baader-Meinhof-Gruppe vor Gericht) یک فیلم از رینهارد هاوف که در سال ۱۹۸۶ منتشر شد. از بازیگران آن می‌توان به اولریش توکور اشاره کرد. این فیلم برنده خرس طلایی از جشنواره فیلم برلین شده است.